# La confusión
La confusión (en inglés, The Confusion) es una novela de Neal Stephenson de 2004, se trata del segundo volumen de los tres que componen la trilogía Ciclo Barroco del escritor estadounidense (siendo los otros dos Azogue y El Sistema del Mundo).
El volumen se subdivide en dos libros, Juncto y Bonanza, cuyas narraciones se entrelazan a lo largo de la obra literaria. Como Stephenson explica al comienzo, estos dos libros relatan dos historias independientes (pero eventualmente relacionadas) en el periodo de 1689 a 1702. Para evitar que el lector tuviera que retroceder de nuevo a 1689 a mitad de volumen, Stephenson decidió adoptar una narración alterna entre las dos historias, con la esperanza de que «esta "con-fusión" prevenga la "confusión"».

## Bonanza
La narración de Bonanza comienza en octubre de 1689 en Argel. Contra todo pronóstico, Jack Shaftoe ha sobrevivido varios años como esclavo en una galera musulmana, tras ser capturado al final de los eventos de Rey de los Vagabundos. Además, también ha recuperado milagrosamente su cordura después de que un intenso proceso febril eliminara la sífilis de la que padecía. En Argel, Jack se asocia con otros nueve esclavos (incluyendo algunos que reaparecen en otras partes del Ciclo Barroco, como Dappa y Otto van Hoek, así como Gabriel Goto, ascendiente de Goto Dengo, uno de los protagonistas de Criptonomicón) y logran convencer a los jerarcas de que sus habilidades combinadas les permitirán robar un cargamento de plata que se encuentra en tránsito de las colonias españolas en América a San Lúcar de Barrameda. A cambio de robar la plata, Jack y sus colaboradores recibirán su carta de libertad. 
Ya en San Lúcar, el asalto al barco que transporta la plata es un éxito, y los asaltantes ponen rumbo a Egipto a fin de entregar el botín al socio europeo de los traficantes de esclavos musulmanes. En un importante giro de la trama, Jack y sus compinches se dan cuenta de que lo han robado no es plata, sino oro, con lo que el valor del botín se incrementa de manera considerable. Conscientes del valor de la fortuna que transportan, los esclavos urden un plan para poder huir con ella. Este plan se centra en el hecho de que el noble europeo que espera recibir el botín no es otro que el duque d'Arcachon, el cual busca venganza contra Jack Shaftoe después de que este amputara la mano de su hijo Étienne durante los eventos de Rey de los Vagabundos. A su vez, Jack ansía la muerte del Duque, ya que este es el responsable de que su amada Eliza fuera vendida como esclava a un harén cuando era una niña. Con estos precedentes, los esclavos usan a Jack como cebo para atraer al Duque hasta el corazón de Cairo. Allí se libra una batalla en la que Jack decapita al duque y obliga a su lugarteniente a llevar su cabeza de vuelta a París. Los esclavos supervivientes, ya hombres libres, escapan con el oro en dirección a la India.
La narración continúa varios años después, con Jack y sus acompañantes desperdigados por varias partes de la India después de que unos piratas capturaran el barco en el que viajaban. Durante su estancia en la India, Jack recibe la visita inesperada de Enoch el Rojo (al que había conocido 10 años atrás cuando viajó con Eliza a Leipzig), acompañado de los dos hijos ya adultos de Jack, Danny y Jimmy Shaftoe. Danny y Jimmy revelan que han viajado de su nativa Irlanda hasta la India con el único objetivo de darle una paliza a Jack como retribución por haberles abandonado cuando eran unos niños. Sin embargo, tras propinarle la paliza, los tres hombres hacen las paces y Danny y Jimmy se comprometen a seguir a su padre en sus aventuras. Jack y sus compinches vuelven a reunirse y consiguen fabricar un barco (el Minerva) con el objetivo último de regresar a Europa. Tras varios viajes por el océano Índico, Jack y sus hombres llegan a Japón, donde consiguen adquirir un cargamento de mercurio. Su plan es vender el mercurio a las minas españolas en México y Perú, donde es necesario para extraer plata. Para acometer la travesía del océano Pacífico con ciertas garantías, deciden seguir a un galeón que transporta mercancías de lujo de Manila a América. Sin embargo, el galeón naufraga debido a un incendio a bordo; tras acercarse a los restos del navío, Jack y sus hombres rescatan a un náufrago, que se presenta como el fraile belga Edmund de Ath.
Tras una dura travesía, el Minerva llega finalmente a la costa oeste de América. Jack, Jimmy, Danny, Edmund y unos pocos más se encargan de llevar el mercurio hasta las minas de Ciudad de México mientras que van Hoek y Dappa circunnavegan América del Sur con el fin de reencontrarse con sus compañeros en Veracruz, en la costa atlántica de México. Ya en Ciudad de México, Jack y sus acompañantes consiguen vender su cargamento de mercurio a cambio de plata, y tal y como había sido planeado se reencuentran con el Minerva en Veracruz. Cuando ya se encontraban dispuestos a partir hacia Europa para vender la plata allí, Jack recibe una carta de su amada Eliza, la cual le insta a poner rumbo a Qwghlm, donde ambos podrán reencontrase. Los tripulantes del Minerva deciden seguir las indicaciones de Eliza; sin embargo, llegados a Qwghlm, se dan cuenta de la carta había sido falsificada como parte de una trampa tendida por Edmund, el cual se revela como Édouard de Gex, un jesuita francés enemistado con Eliza. El motivo de Gex para capturar a Jack es su creencia de que el oro que Jack y sus compañeros robaron en San Lúcar de Barrameda años atrás es el mítico Oro de Salomón, al que se le atribuyen cualidades divinas. El plan de Gex parece haber fracasado, debido a que el barco en el que originalmente transportaban el oro fue asaltado por piratas durante el viaje de Egipto a la India. Tras esta revelación, de Gex encarcela a Jack y, frustrado, permite que el Minerva, junto con el resto de la tripulación, abandone Qwghlm. Cuando el Minerva se encuentra ya fuera del alcance de Gex, Jack le revela que en realidad fueron capaces de recuperar el oro, y que han sido capaces de transportarlo en secreto hasta Europa en forma de planchas que cubren el casco del Minerva bajo su línea de flotación. Enfurecido, de Gex deja a Jack a la merced de Étienne d'Arcachon, hijo del duque d'Arcachon que Jack decapitó en Cairo. En este punto, la narración de Bonanza se funde con la de Juncto.

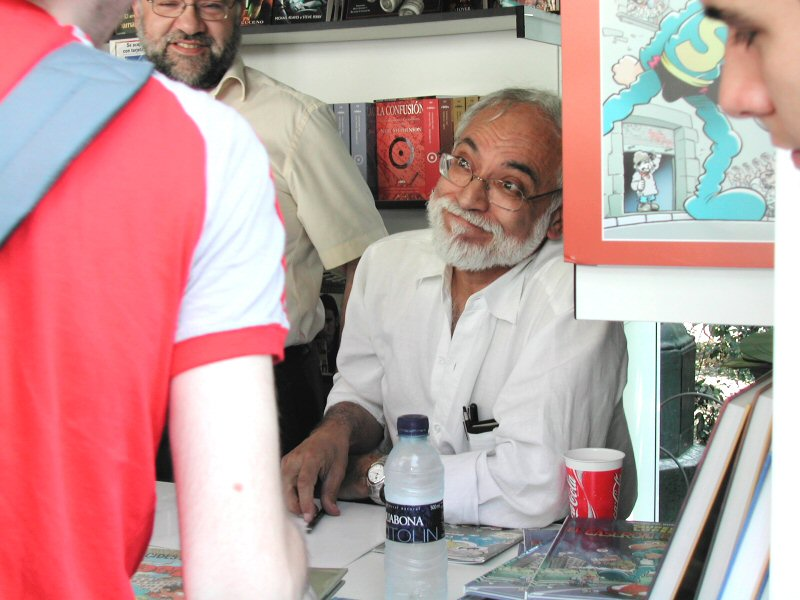
El historietista español Jan en el 2005, en la Feria del Libro de Madrid; detrás puede verse la portada de La confusión en Ediciones B.